# Ponědrážka
Ponědrážka (deutsch Poniedraschko, älter Ponjabrasschlag) ist eine Gemeinde in Tschechien. Sie liegt 24 Kilometer nordöstlich des Stadtzentrums von České Budějovice und gehört zum Okres Jindřichův Hradec.

## Geographie

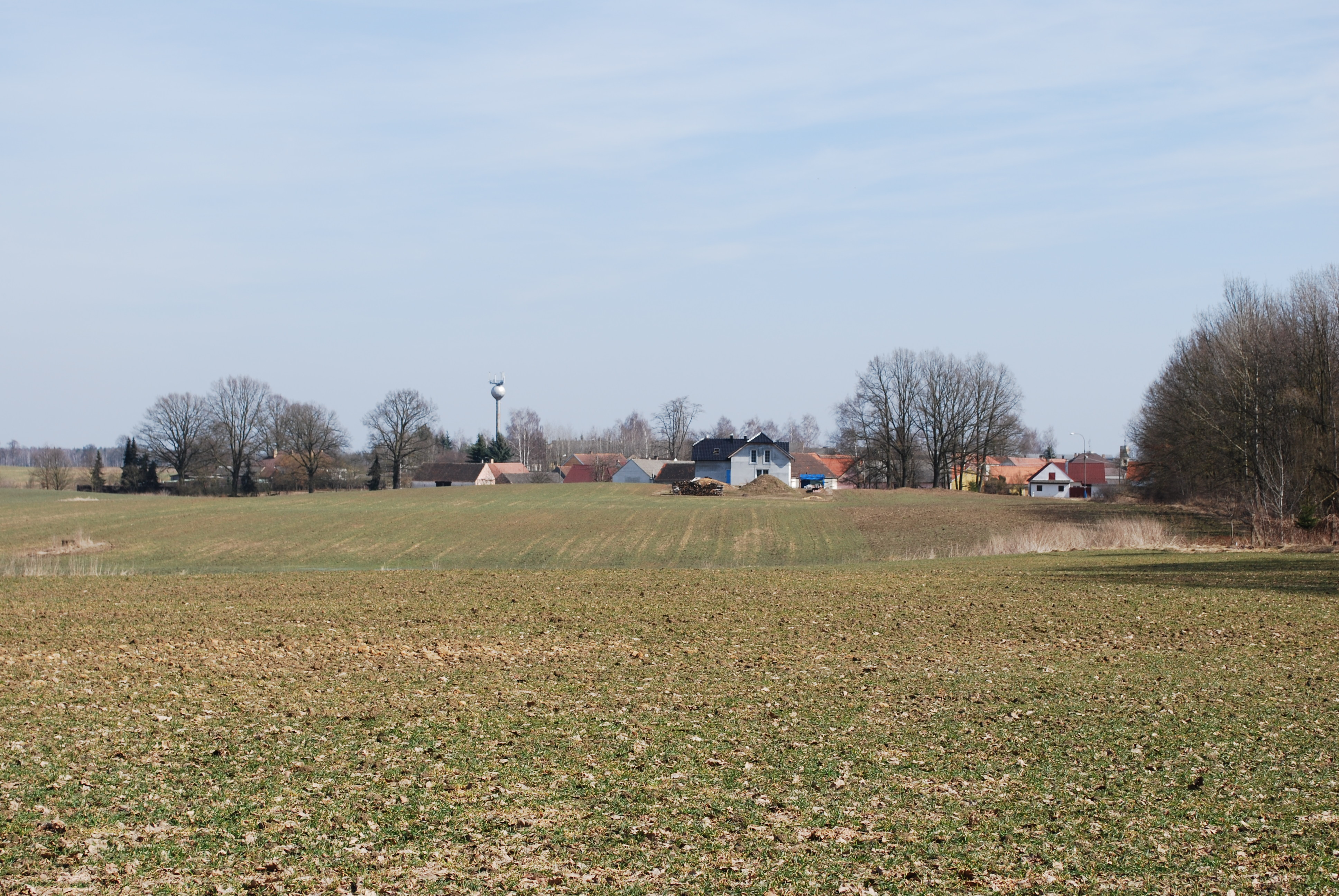
Ortsansicht

Ponědrážka befindet linksseitig der Lainsitz am Goldenen Kanal auf dem Gebiet des UNESCO-Biosphärenreservates Třeboňsko zwischen der Lainsitz in der Ebene des Wittingauer Beckens. Umgeben wird der Ort von mehreren großen Fischteichen, im Norden liegt der Švarcenberk, im Westen der Bošilecký rybnik und im Nordwesten der Horusický rybník.
Nachbarorte sind Veselí nad Lužnicí im Norden, Vlkov im Nordosten, Val und Vyšné im Osten, Frahelž im Südosten, Ponědraž im Süden, Záblatí und Lhotský Dvůr im Südwesten, Lhota und Bošilec im Westen sowie Horusice im Nordwesten.

## Geschichte
Erstmals urkundlich erwähnt wurde Ponědrážka im Jahre 1439.

## Gemeindegliederung
Für die Gemeinde Ponědrážka sind keine Ortsteile ausgewiesen.

## Sehenswürdigkeiten
- Gehöfte im böhmischen Bauernbarock

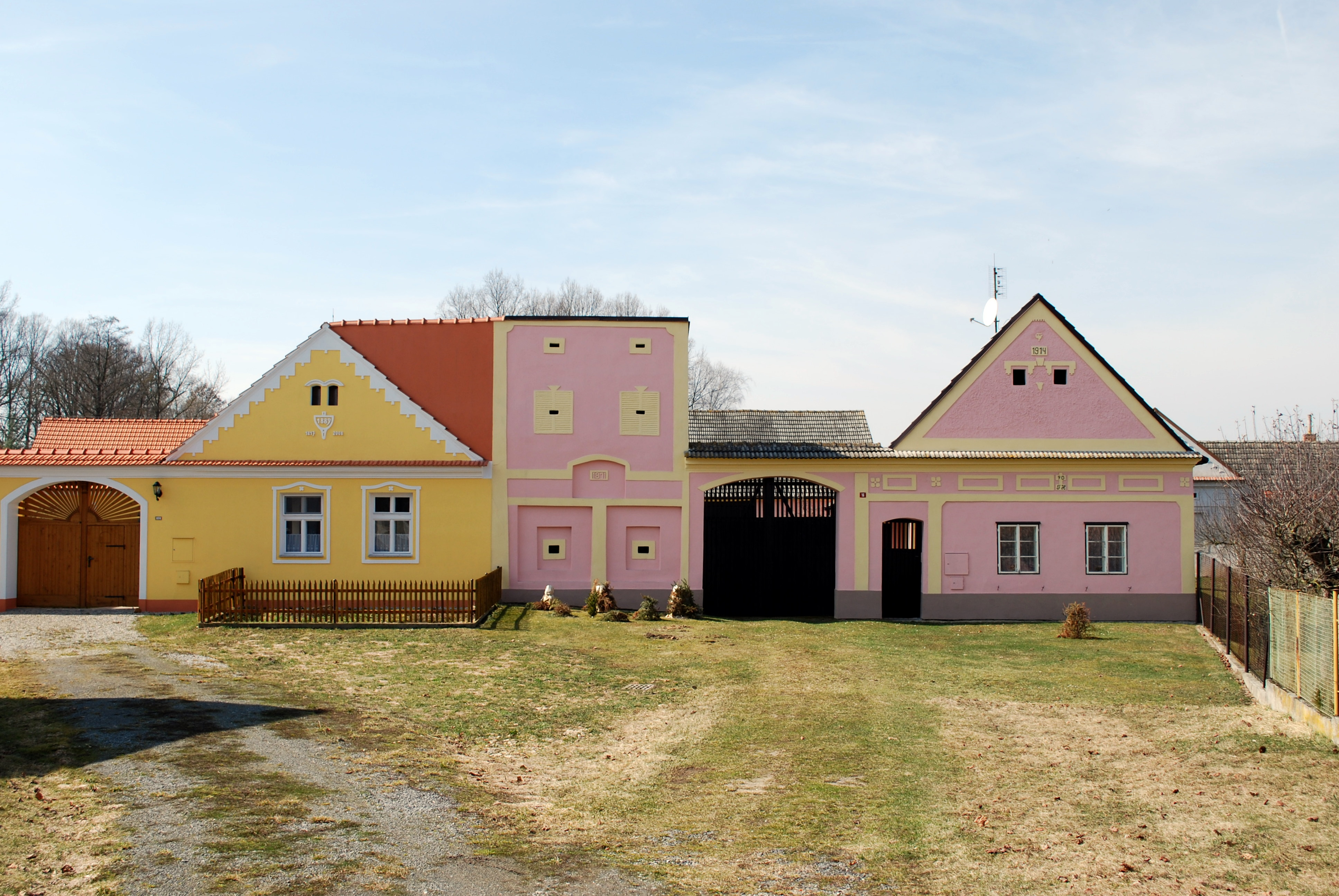
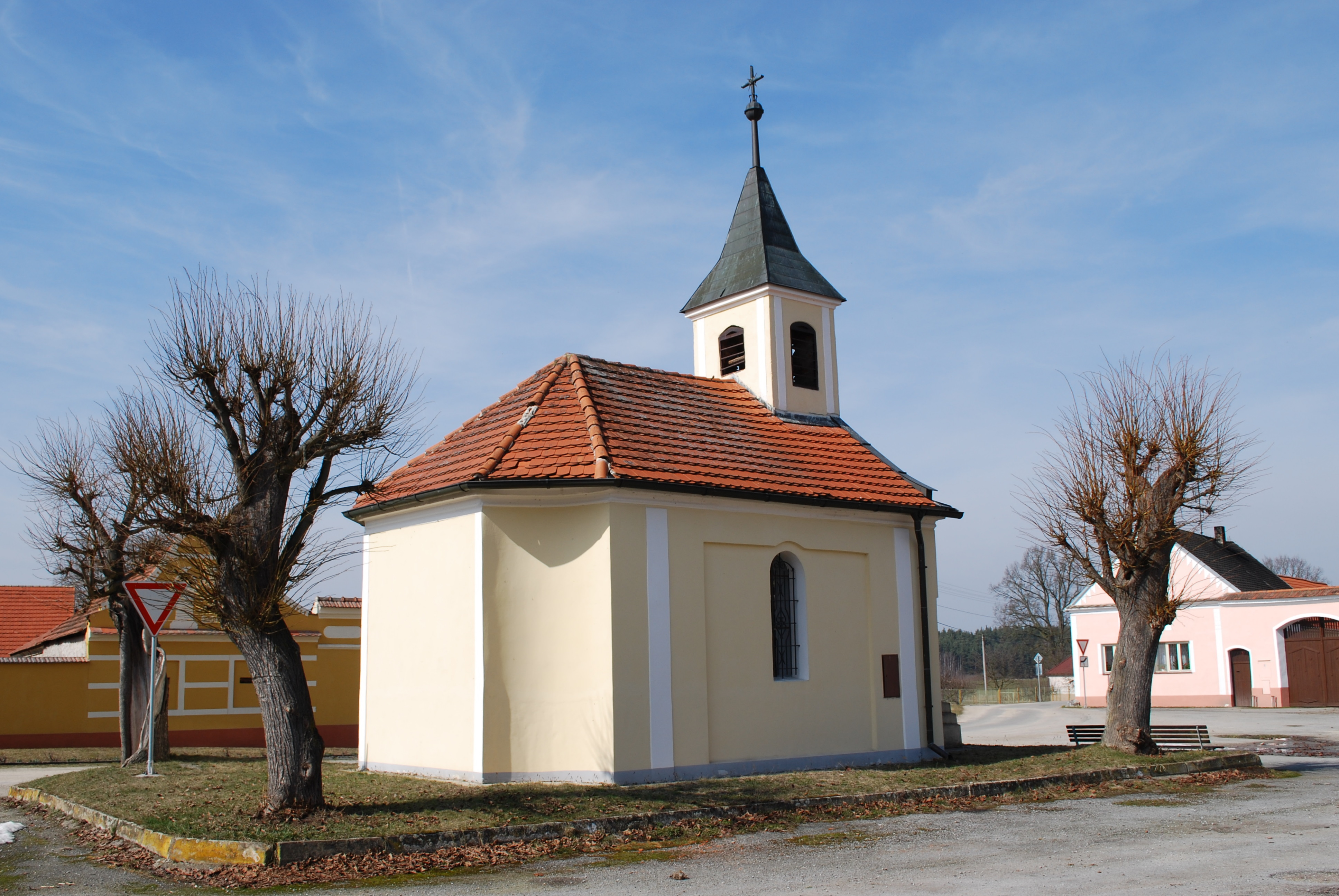

- Kapelle am Dorfplatz